# 早水千紗
早水 千紗（はやみず ちさ、1982年7月20日 - ）は、日本の将棋の女流棋士。東京都目黒区出身。高柳敏夫名誉九段門下。東京都立目黒高等学校、早稲田大学教育学部卒業。日本将棋連盟の女流棋士番号は20（旧番号は40）。

## 人物
祖父に将棋のルールを教えてもらい、近所の子ども教室で将棋を覚える。1995年に第27回女流アマ名人戦と第9回女流アマ王将戦で優勝し、翌年女流育成会入会。育成会を1期で突破した。得意戦法は棒銀など、居飛車急戦からの激しい攻め将棋を好む。師匠の高柳敏夫が渋谷で経営していた将棋道場（現在は閉鎖）で修業していた頃、その攻め将棋の棋風から「居玉の千紗」と周囲から呼ばれていた。
早稲田大学では教育学部社会科社会科学専修を2005年に卒業し、高等学校教諭I種公民科の教員免許を取得した。また書道専攻科初段。
2014年5月より公式戦を休場している。

## 昇段履歴
- 1996年04月00日 ： 女流育成会入会
- 1996年10月01日 ： 女流2級
- 1997年10月01日 ： 女流1級（鹿島杯ベスト4〈第2回〉）[12][13]
- 2000年04月01日 ： 女流初段（女流王将戦挑戦者決定リーグ残留〈第21期〉）[14]
- 2005年06月21日 ： 女流二段（勝数規定／女流初段昇段後60勝）[15]
- 2012年12月07日 ： 女流三段（勝数規定／女流二段昇段後90勝）[16]

## 主な成績

### 年度別成績
女流公式棋戦
- 2024年度
  - 年度成績 0局 -勝-敗（勝率 -.----、休場中）[17]
  - 通算成績 377局 195勝182敗（勝率0.5172）〈2025年3月31日対局分まで〉[18]

公式棋戦（「男性棋戦」）
- 2024年度
  - 年度成績 0局 -勝-敗（勝率 -.----）
  - 通算成績 2局 0勝2敗（勝率0.0000）〈2025年3月31日対局分まで〉[18]